# Замок Волькенштайн (Рудные горы)
Замок Волькенштайн (нем. Schloss Wolkenstein) — позднесредневековый замок в городе Волькенштайн в немецкой федеральной земле Саксония. В его стенах с 1963 года располагается краеведческий музей.
Расположенный на высокой скале в 80 метрах над долиной Чопау, Волькенштайн служил защитой важного торгового пути в Богемию и был основан, вероятно, в XIII веке в ходе немецкого расселения на восток.
Впервые письменно упомянутый в XIII веке и принадлежавший Вальденбургам, замок Волькенштайн входил в состав так называемого Плайсенланда (нем. Pleißenland) — обширного имперского комплекса на территории современной Саксонии. С 1378 года Волькенштайн был главной резиденцией Вальденбургов. С пресечением рода в 1473 году замок отошёл Веттинам, с XIV века обладавших сеньоральными правами в Плайсенланде, и в его стенах разместилось региональное управление (амт). Примерно в это же время в окрестностях Волькенштайна были возобновлены работы по добыче серебра.
Около 1500 года амт Волькенштайн вместе с амтом Фрайберг отошёл Генриху — второму сыну Альбрехта Смелого: для его нужд замок был расширен и использовался, прежде всего, в качестве охотничьей резиденции. При сыне Генриха Морице замок Волькенштайн был около 1550 года перестроен в стиле ренессанс, однако после получения Морицем курфюршеского титула использовался лишь время от времени как путевая или запасная резиденция правителя.

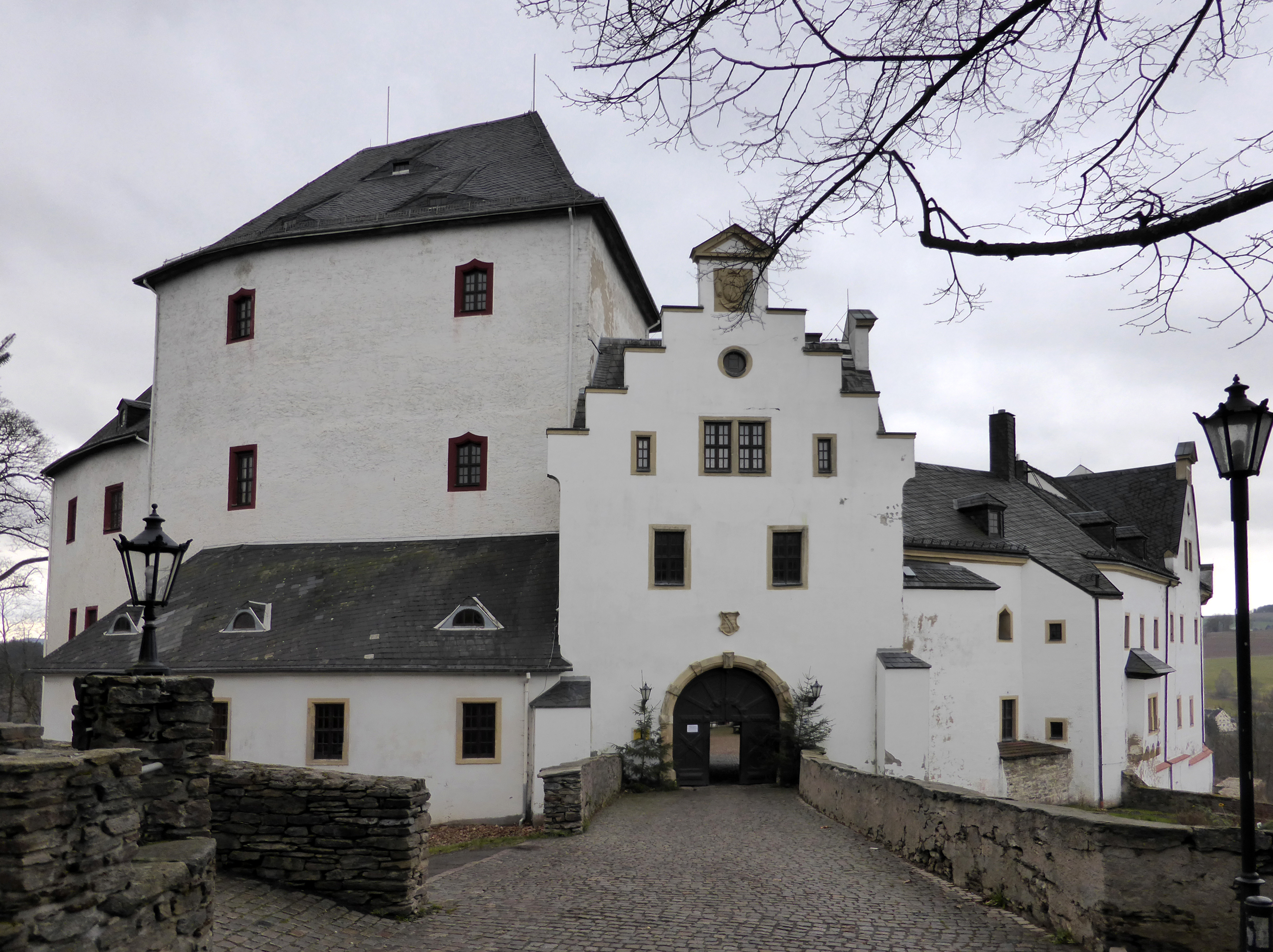
Въезд в замок

Тридцатилетняя война, серьёзно затронувшая Саксонию, принесла разрушения и в Волькенштайн, который в последующее время почти окончательно потерял своё прежнее значение и по причине недостаточного финансирования пришёл в упадок. Впрочем, вплоть до XIX века здесь располагались административные органы, и вплоть до XX века — окружной суд (нем. Amtsgericht); затем и вплоть до 1951 года — исправительная колония. После Второй мировой войны в замковых помещениях были также обустроены квартиры, использовавшиеся вплоть до 1990-х годов. Наконец, в 1963 году в западном крыле замка был открыт краеведческий кабинет, и в 1984 году — художественная школа.
После объединения Германии краеведческий кабинет получил статус городского краеведческого музея и был переименован в Музей Замок Волькенштайн (нем. Museum Schloss Wolkenstein), в ведение которого отошла большая часть замка. В парадном, так называемом Княжеском зале регулярно проходят различные культурные мероприятия. Кроме того, один из исторических залов используется городским ЗАГСом для проведения церемоний бракосочетания. В северном крыле открыт ресторан.